# Augustin Doublat
Augustin Doublat est un homme politique français né le 7 novembre 1800 à Épinal (Vosges) et décédé le 7 mars 1863 à Brouvelieures (Vosges).
Fils de Christophe Doublat, député, il est maître de forges à Brouvelieures. Conseiller général en 1834, il est député des Vosges de 1834 à 1849, siégeant au centre sous la Monarchie de Juillet puis chez les républicains conservateurs sous la Deuxième République.